# Litovel
Litovel (niem. Littau) – miasto w Czechach, w kraju ołomunieckim. Według danych na koniec 2016 powierzchnia miasta wynosiła 4 639 ha, a liczba jego mieszkańców 9901 osób.
Położone jest nad rzeką Morawą, pośrodku Obszaru Chronionego Krajobrazu Litovelské Pomoraví, który swą nazwę zawdzięcza temu miastu.
Pierwsza wzmianka o kraju pochodzi z roku 1297. Zniszczone podczas wojny trzydziestoletniej. 
W miejscowości znajduje się browar. W mieście znajduje się stacja kolejowa Litovel.

## Demografia
| Rok             | 1970  | 1980   | 1991   | 2001   | 2003   | 2004   | 2006   |
| --------------- | ----- | ------ | ------ | ------ | ------ | ------ | ------ |
| Liczba ludności | 9 019 | 10 123 | 10 184 | 10 030 | 10 062 | 10 068 | 10 092 |

Źródło: Czeski Urząd Statystyczny

## Części miasta
- Březové
- Chudobín
- Litovel
- Myslechovice
- Nasobůrky
- Nová Ves
- Rozvadovice
- Savín
- Tři Dvory
- Unčovice
- Víska

## Miasta partnerskie
- Revúca, Słowacja
- Wieliczka, Polska
- Littau, Szwajcaria[4]